# (17050) Weiskopf
(17050) Weiskopf est un astéroïde de la ceinture principale.

## Description
(17050) Weiskopf est un astéroïde de la ceinture principale. Il fut découvert le 20 mars 1999 à Socorro (Nouveau-Mexique) par LINEAR. Il présente une orbite caractérisée par un demi-grand axe de 2,23 UA, une excentricité de 0,13 et une inclinaison de 1,5° par rapport à l'écliptique.

## Compléments